# Huazhou
Huazhou (en xinès: 化州市; pinyin: Huàzhōu shì) és una ciutat xinesa que pertany a la província de Guangdong. Està situada a mig camí entre Guangzhou a l'est i Hanoi (Vietnam), a l'oest.
Té moltes empreses dedicades al comerç.

## Geografia

### Localització
Huazhou és una ciutat de la Xina situada en la part sud-oest de la província de Guangdong. És una ciutat de la prefectura de Maoming. Aquesta prefectura té dos districtes, tres ciutats i un comtat. Per Huazhou hi passen quatre rius diferents: el riu Wei, el Luo, el Lin i el Jiang.
La ciutat està localitzada a 21º 37' 59” de latitud, a 110° 54' 59” de longitud i a una altitud de 27 metres.

### Climatologia
Té un clima monsònic subtropical, amb una temperatura moderada i agradable. La temperatura mitjana es d'uns 22 graus.

## Economia
Els seus habitants es dediquen a l'agricultura un 20%, indústria i construcció un 40% i a serveis un 40%.
S'hi cultiven fruites d'alt rendiment com plàtans, litxis i longans.
Al seu subsòl hi ha petroli, pissarra i caolí.
També hi han moltes empreses dedicades al comerç. Hi ha molts restaurants, i el seu plat principal és el pollastre Baiqie (白切鸡).

## Història
La seva història ve de fa 4.500 anys. Durant la dinastia Xia i la dinastia Shang, les tribus Baiyue vivien en aquesta regió.
L'antic nom de la ciutat significa drac, ja que hi corria la llegenda que al riu Luo n'hi habitava un.

Drac xinès

### El drac xinès
Per l'antiga cultura xinesa la figura del drac era principalment simbòlica. Fa milers d'anys quan el filòsof Chang Qu va trobar uns ossos de dinosaure gegant i els va confondre amb els d'un drac. Els dracs van ser nomenats com déus de la pluja. Les llegendes populars diuen que el drac viu mig any dins de l'aigua, i puja al cel a la primavera, quan la constel·lació del Dragó, el drac, es troba en el seu nivell més alt. A la Xina, els dracs, són símbols de l'autoritat, la fertilitat, la bondat i la força, i la bona fortuna.
És molt típic que a totes les festes surtin dracs que porten diverses persones, similars als gegants catalans.

## Llengua
S'hi parlen diversos dialectes, però la majoria parlen xinès cantonès i mandarí.

### Xinès cantonès
El cantonès és un dialecte de prestigi i idioma estandardaritzat del xinès Yue. És una de les llengües xineses que es parla a la ciutat de Canton (Guangzhou) i al seu voltant, i a la majoria de Hong Kong i Macau. El cantonès té moltes estructures gramaticals i vocabulari en comú amb el xinès mandarí, però, tot i així no són del tot intel·ligibles.
A les regions especials de Hong Kong i Macau, el cantonès és l'idioma oficial del govern i l'ensenyament conjuntament amb el l'anglès i el portuguès, respectivament.
A causa del seu estatus de dialecte de prestigi, també se l'anomena cantonès estàndard.

### Xinès mandarí
El mandarí és una llengua sinítica. La versió estandarditzada del mandarí, és alhora la llengua oficial de la República popular de la Xina i de Singapur (on és cooficial amb l'anglès, el malai i el tàmil). És una de les sis llengües oficials de le Nacions Unides. Amb 845 milions de parlants (com a llengua materna, i 915 si hi afegim com a llengua vehicular) és de fet la llengua més parlada al món.

## Llocs simbòlics

### Orfenat de Huazhou
Va ser fundat en 1930 per cuidar els orfes. Fins a 1995, els nens hi vivien fins que feien els 18 anys i abans se'ls ensenyava una professió. Si no podien aconseguir una feina, se'ls permetia romandre a l'orfenat fins que en trobessin una. El novembre de 1995, l'orfenat va ser autoritzat per donar en adopció alguns dels nens.
L'orfenat estava a prop del centre de la ciutat. Compartia sostre amb l'estació local de policia. La seva entrada posterior era a través d'un pati de terra darrere d'un club nocturn.
El 25 de setembre de 2001 es va acabar de construir un nou orfenat que es troba dalt d'un turó. El 27 de setembre el personal i els nens es van traslladar oficialment al nou edifici.
El nou orfenat està dividit en dues parts: una per als nens i una altra per la gent gran.
A la primavera de 2002 hi havia 182 nens, 134 menors de dos anys i 18 de prop de dos anys. Es calcula que uns 30 nens tenen necessitats especials.
El nou orfenat pot acollir fins a 300 nens.
Al voltant de 80 nens a l'any són adoptats per famílies estrangeres. Des de 1995, més de 600 nens han estat adoptats per estrangers.
L'any 2000 era un dels cinc orfenats de Guangdong que donava més nens en adopció internacional. El 2005 les adopcions en aquests cinc orfenats van disminuir molt, excepte a Huazhou.
Cada orfenat de la Xina posa un cognom als orfes interns. Cada any aquest canvia, i aquesta és la llista de cognoms que s'han anat posant en el de Huazhou:
Cognoms dels nens:
Ji 吉 (el nom procedeix de "Jihong", una planta medicinal popular d'aquesta àrea) seguit de:
- Xiao: nascuts el 1996
- Li: nascuts el 1997
- Mei: nascuts el 1999
- Cai: nascuts el 2000
- Hong: nascuts el 2001
- Lan: nascuts el 2002
- Hua: nascuts el 2003
- Miao: nascuts el 2004
- Hao: nascuts el 2005
- Xiang: nascuts el 2006
- Ai: nascuts el 2007
- Any: nascuts el 2008
- Huan: nascuts el 2009
- Xi: nascuts el 2010
Aquesta ciutat no té gens d'interès turístic, els estrangers que la visiten són homes o dones de negocis o be algunes de les 600 families de Canadà, Finlàndia, França, Holanda, Noruega, Espanya, Suècia, Anglaterra o Estats Units que hi han adoptat un fill.